# 台湾棕噪鹛
台湾棕噪鹛（学名：Pterorhinus poecilorhynchus），是噪眉科白喉噪鶥屬的一种，为台湾的特有种。该物种的保护状况被评为无危。
棕噪鹛的平均体重约为72.0克。栖息地包括亚热带或热带的红树林和亚热带或热带的湿润山地林。该物种的模式产地在台湾。

## 分類
過去曾將中國大陸的棕噪鶥視為其亞種。與台灣棕噪鶥相比，棕噪鶥的腹部灰色較淺，翅膀上的紅褐色對比更為明顯，尾羽的白色端部較寬，且有明顯的黑色眼先。
此物種過去曾被歸於噪鶥屬（Garrulax），但在2018年發表的一項全面分子系統發生學研究後，牠被移至重建的白喉噪鶥屬（Pterorhinus）。